# St. Laurentius (Aschaffenburg)

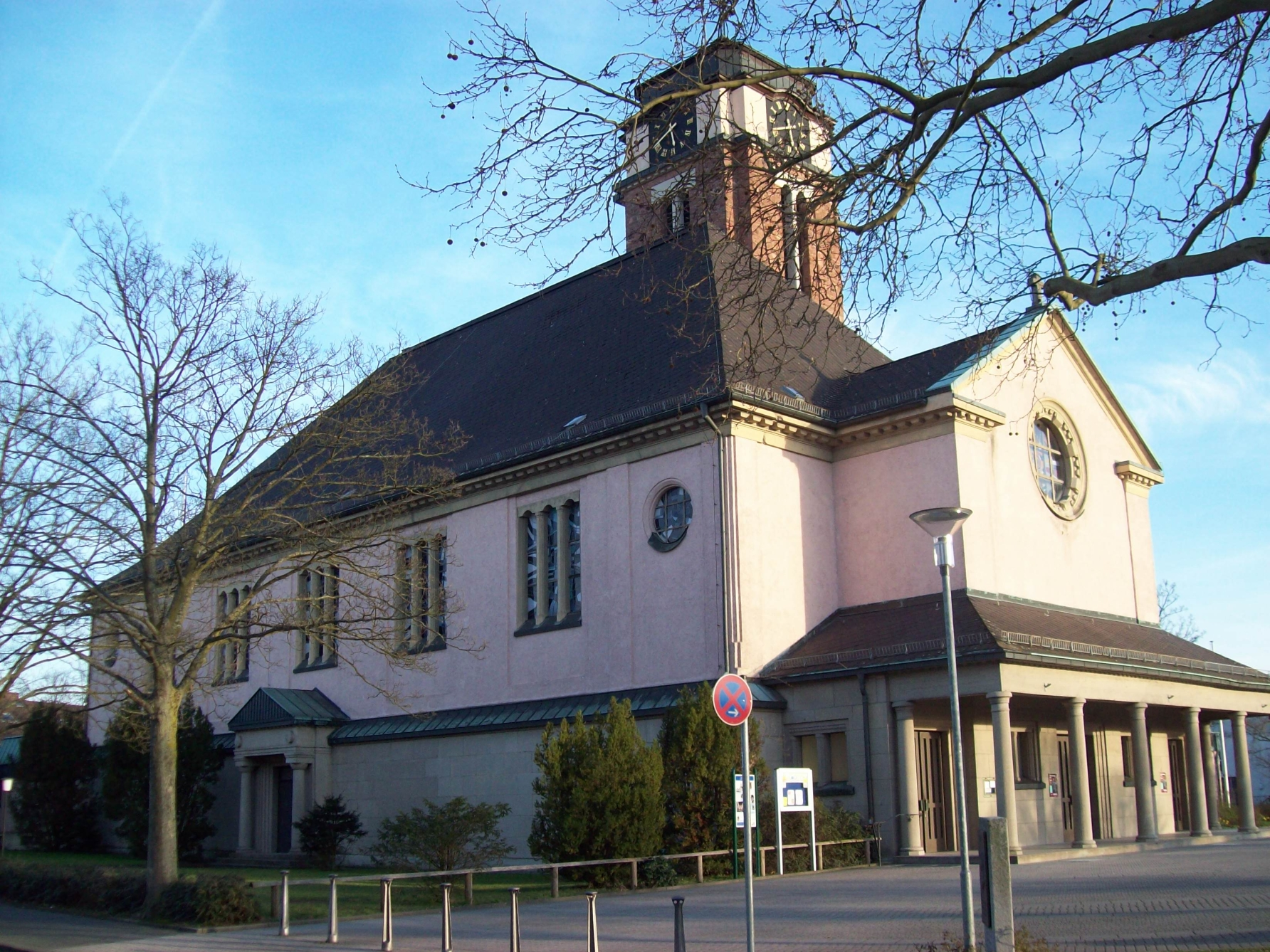
St. Laurentius, Aschaffenburg-Leider (2011)

St. Laurentius ist eine 1923 errichtete katholische Pfarrkirche im Aschaffenburger Stadtteil Leider.

## Vorgeschichte

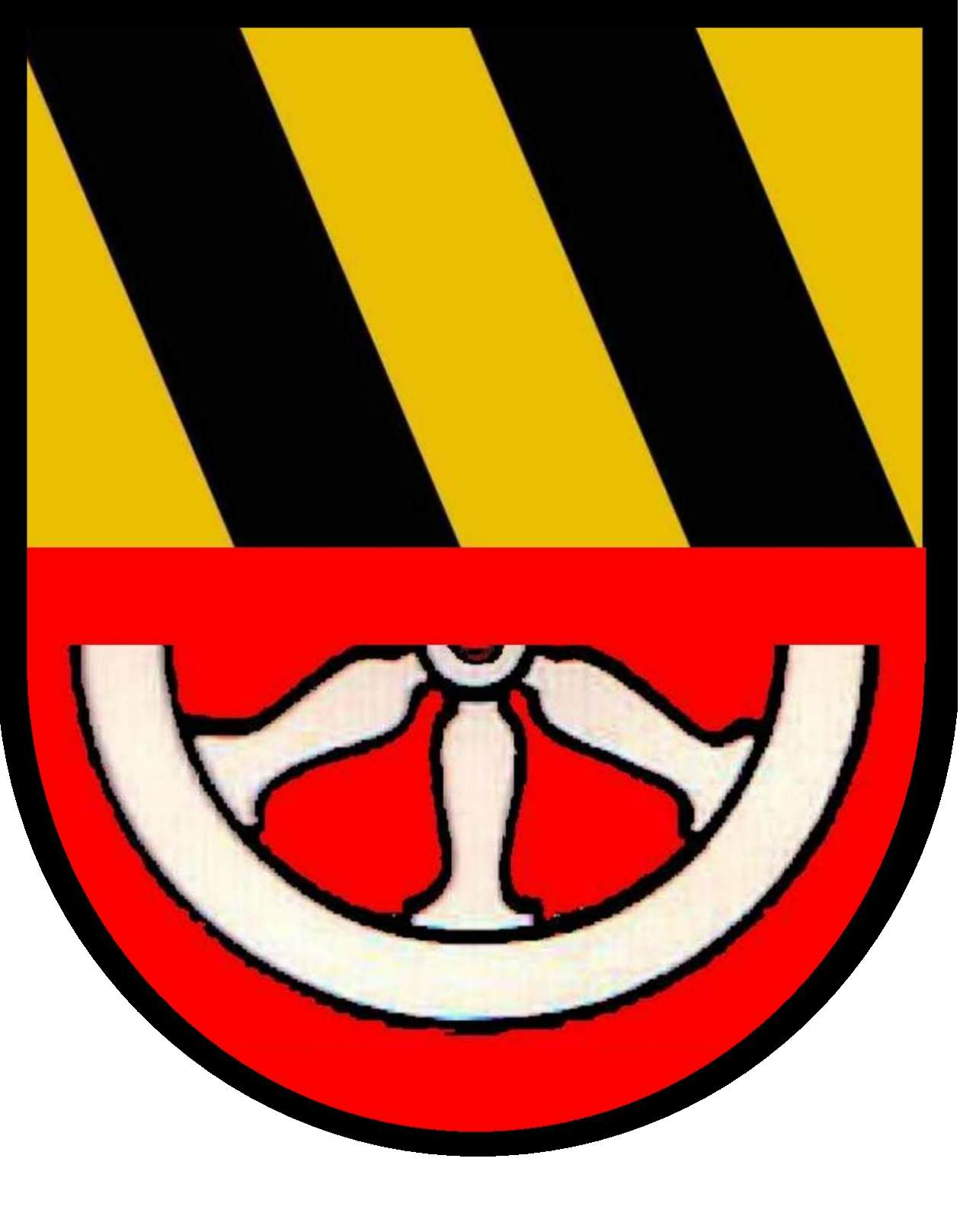
Familienwappen von Weber

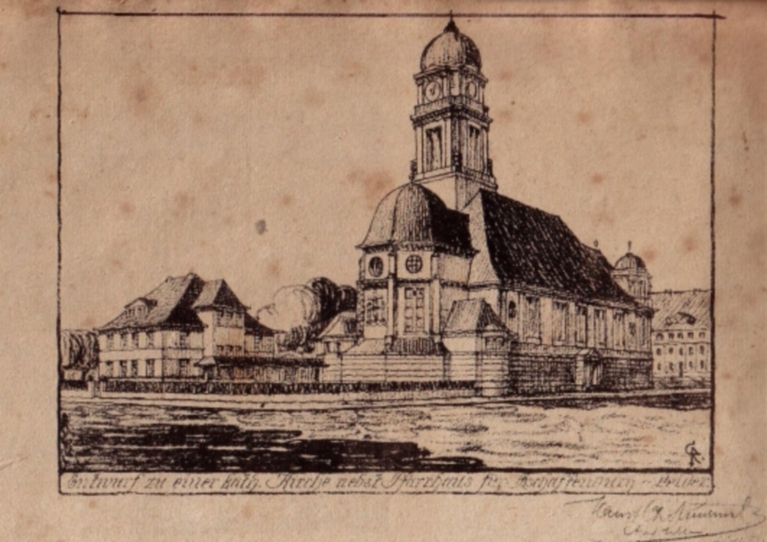
Entwurf von Hans und Christoph Rummel

Erstmals in einer Urkunde erwähnt wurde 1340 und 1345 eine Kapelle von Lydere, in der die St.-Laurentius-Kapelle in Leider der St.-Martins-Kapellenstiftung Aschaffenburg ein Getreidegült (Bauernabgabe an den Grundherrn) überlässt. Die Kapelle war eine Filiale der Pfarrei Beata Maria Virgine, im Volksmund Muttergottes-Pfarrkirche genannt. Über die Jahrhunderte immer wieder umgebaut und vergrößert, wurde sie 1923 nach Einweihung der neuen St.-Laurentius-Kirche profaniert. Um 1740 war der Kapellenaltar mit einem Wappen der Familie von Weber (vielleicht eine Stiftung des Stiftskanonikers Balthasar Friedrich von Weber, † 19. Juli 1765) ausgestattet und hatte einen gebrochenen Giebel mit Engelchen. Anstelle eines Altarbildes gab es eine Holzfigur des Hl. Laurentius und eine Orgel „mit bescheidenem Rokoko-Schnitzwerk“. Altar und Orgel fanden Platz in der Hauskapelle des Clemensheims in Aschaffenburg, die Laurentiusfigur wurde in der neuen Kirche aufgestellt. Nach der Profanierung für Theateraufführungen und als Versammlungsort der Jugend genutzt, wurde die Kirche 1955 an die Evangelisch-Lutherische Kirche verkauft und wieder als Gottesdienstraum St. Lukas genutzt. Inzwischen saniert und renoviert gilt sie als sehenswertes Sakralgebäude im alten Ortskern von Leider.

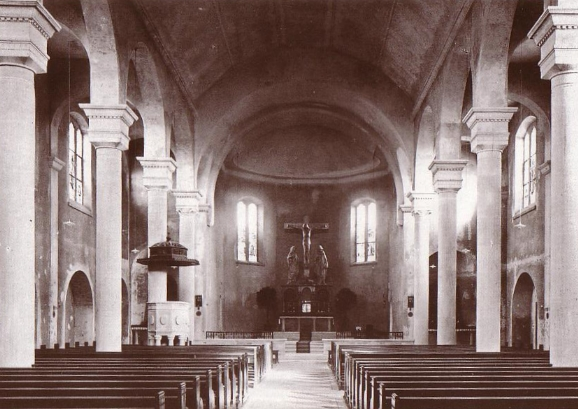
St. Laurentius (1923)

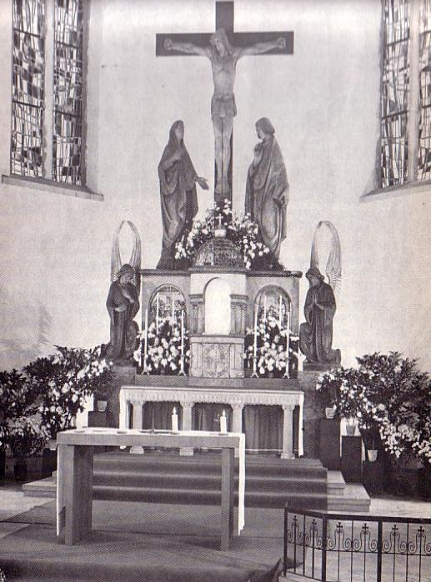
St. Laurentius (1963)

Das Bistum Würzburg beschloss wegen des erwarteten Bevölkerungszuwachses durch den Hafenausbau 1919 Leider zu einer selbständigen Pfarrei zu erheben. Friedrich Bruno Krane, ehemals Kaplan in der Muttergottespfarrei, wurde zuständiger Seelsorger und Expositus für Leider. Er erhielt vom Bischof den Auftrag eine neue Kirche zu bauen. Als Vorbild sah er eine der sieben Hauptkirchen Roms, Sankt Paul vor den Mauern, eine Pfeilerbasilika mit großer Apsis und massiver Säulenhalle. In den Brüdern Hans (1872–1952) und Christoph Rummel (1881–1961) in Frankfurt am Main, die bereits die St.-Bernardus-Kirche (1905) und die St.-Gallus-Kirche (1909–1910) in Frankfurt geplant hatten, sah er die geeigneten Architekten. Sie entwarfen eine Kirche mit einer Gesamtlänge von über 60 m, Breite von 20 m, Höhe 15 m, Chor über 25 m und einem Turm über 60 m. Die Ausstattung sollte ebenso prächtig sein, vollkommen ausgemalt und mit Buntglasfenstern versehen. Nach Vorlage der Pläne entschied sich die bischöfliche Baubehörde in Würzburg für ein schönes, geräumiges, aber auch preiswertes Gotteshaus mit Laurentius als Kirchenpatron.

## Kirchenbau
Nach dem Ersten Spatenstich am 14. November 1921 und der Grundsteinlegung am Ostermontag 17. April 1922, entstand eine „schöne, geräumige Kirche, ohne kostspielige Außenarchitektur“. Sie war 19,80 m breit und mit der Vorhalle 56,50 m lang. Der 19,80 m breite Innenraum erreichte eine lichte Höhe von 14,50 m unter dem bis 1945 bestehenden Tonnengewölbe des Mittelschiffs und 11 m in den Seitenschiffen. Der im Grundriss quadratische, 8 m mal 8 m messende Turm war 45 m hoch.
Dass die Kirche doch mit dem anfangs geplanten Grundriss gebaut wurde war, der Wunsch des Erzbischofs Jakobus von Hauck, der dem Pfarrer Mut machte, die Kirche ganz zu bauen. Den Bauauftrag erhielt das Offenbacher Baugeschäft Gebrüder Ermold, das sich erst kurz zuvor im Leiderer Hafen angesiedelt hatte. Im Innern mit den beiden Säulenreihen (insgesamt zwölf Säulen – ein Symbol der 12 Apostel) ist die Halle in drei Schiffe eingeteilt. Der Hochaltar hinter dem Altartisch (Mensa) hat in der Mitte den Tabernakel mit Aufbau, die Altarwand aus „Kunstmarmor“ besteht aus zwei Bildern zum „Brotbrechen“, der Abendmahlszene links und mit den Emmausjüngern rechts. Sie bestehen aus vergoldetem Gips und sollten später durch Bronzereliefs ersetzt werden. Darüber erhebt sich die Kreuzigungsgruppe, in Holz geschaffen von dem Frankfurter Bildhauer Johann Josef Belz. Die anbetenden Engel wurden 1930 hinzugefügt. Vom selben Künstler stammen auch die Seitenaltäre (Maria mit Kind und Josef). Ein niederes Chorabschlussgitter begrenzt den Altarraum, am ersten Säulenpaar stehen die massiven, aus gelbrotem Sandstein gefertigten Kommunionbänke. Aus dem gleichen Material besteht die Kanzel auf fünf kleinen Säulen an der zweiten rechten Säule, mit einem Schalldeckel aus Eichenholz.
Am 4. August 1923, nachmittags um 3.50 Uhr, kam der Erzbischof von Bamberg, Dr. Jakobus von Hauck, als Administrator der Diözese Würzburg in Begleitung des Würzburger Domkapitulars Dr. Thaddäus Stahler (Muttergottespfarrer von 1891 bis 1912) am Aschaffenburger Bahnhof an, wurde vom Oberbürgermeister Wilhelm Matt und Pfarrer Ferdinand Hufgard empfangen und im offenen Wagen durch die Stadt nach Leider gefahren. Er wurde am Ortseingang von der Bevölkerung begrüßt und unter den Klängen des neuen Geläuts zur festlich geschmückten alten Kirche geleitet. Nach einem Gebet und einer kurzen Ansprache wurden die Gäste ins Pfarrhaus geleitet. Am nächsten Tag wurde die neue Kirche feierlich geweiht.

## Bauen in der Inflationszeit
Im Frühjahr 1923 wurde die beim Pfarrhaus fehlende Gartentüre beschafft, sie kostete bedingt durch die Hochinflation genau so viel wie das ganze Pfarrhaus im Jahr 1920. Pfarrer Krane konnte alles brauchen, er kaufte und sammelte mehr Baumaterial und alles was wertbeständig war, um es dann wieder zu verkaufen und so weiterbauen zu können. Für die Grundsteinurkunde schrieb Pfarrer Krane unter anderem: Unsere Mark gilt heute dem Ausland gegenüber 3 Pfennige, die Folge davon: 1 Pfund Fleisch kostete 40 M gegen 70–80 Pfg. vor dem Kriege, 1 Pfund Brot kostete 3,50 M gegen 14 Pfg. vor dem Kriege, 1 Ei kostete 5 M gegen 5 Pfg. vor dem Kriege, 1 Liter Milch kostete 7,70 M gegen 10 Pfg. vor dem Kriege. Wurde zu Beginn der Bauzeit ein Stundenlohn von 2,50 M bezahlt, kostete die letzte Arbeitsstunde 1 Milliarde.

## Weitere Ausstattung
Leiderer Bürger stifteten 1930 im Gedenken an ihre verstorbenen Angehörigen die 14 Kreuzwegstationen von Bildhauer Belz. Ebenfalls 1930 wurde im unteren Turmgeschoss eine Kriegergedächtniskapelle eingerichtet. Dort befindet sich über einem Altartisch eine lebensgroße Pietà in Holz von Bildhauer Belz und rechts und links zwei Gedenktafeln mit den Namen der Gefallenen des Ersten Weltkriegs. Im hinteren Teil sind zwei Nischen mit der Laurentiusstatue aus der alten Kirche und eine Immaculata des Katholischen Marienvereins. In einer Gruft zu Füßen der schmerzhaften Muttergottes wurde am 25. Mai 1944 der Leichnam des am 14. Mai 1944 in Wiesbaden verstorbenen 1. Pfarrers von St. Laurentius, Friedrich Bruno Krane, beigesetzt. Am Palmsonntag, dem 25. März 1945 wurde durch eine Luftmine, die auf das nahe Hafenbahngelände fiel, das Dach der Kirche zerstört, und das Tonnengewölbe stürzte ein.

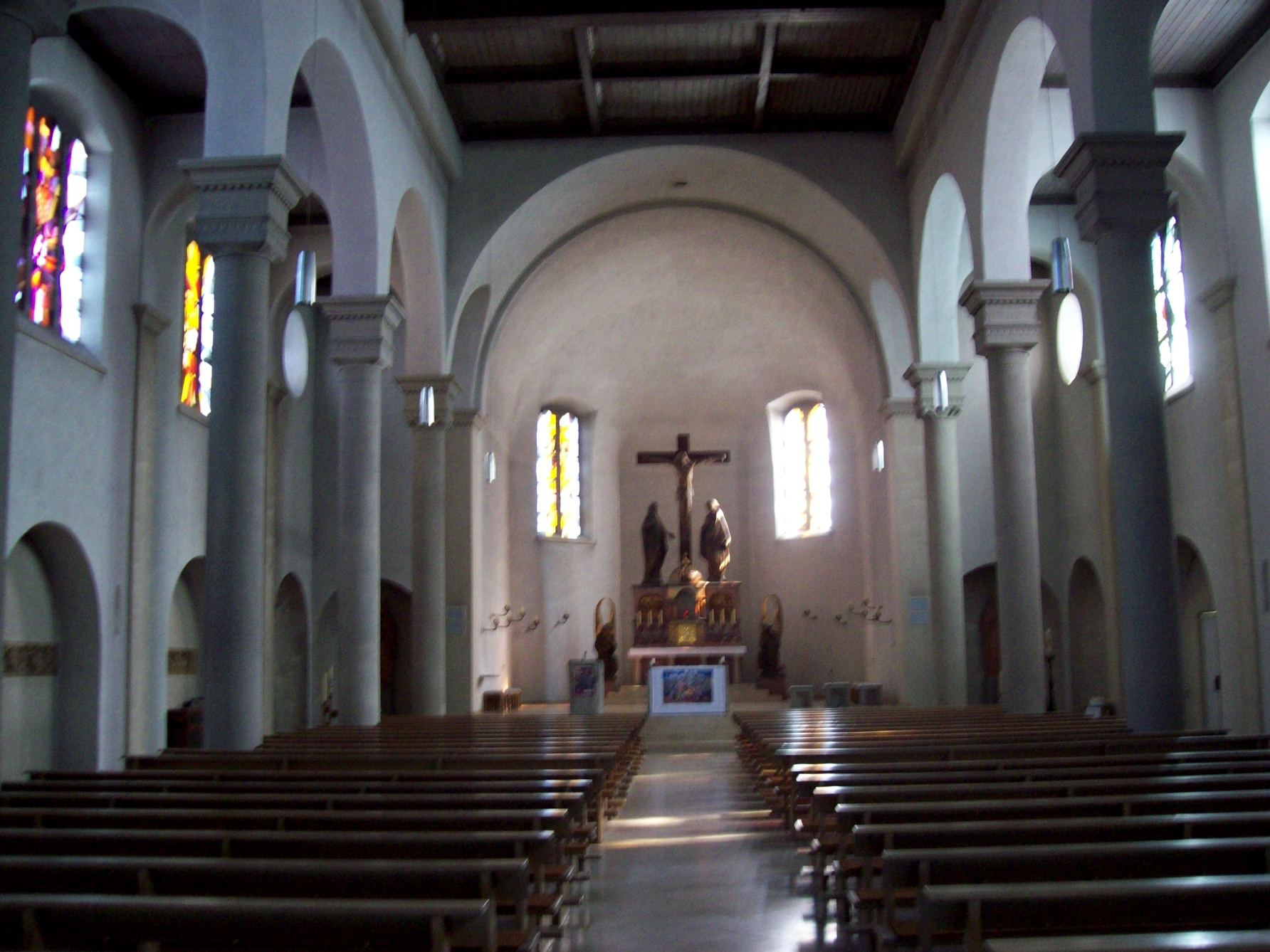
Innenansicht 2011

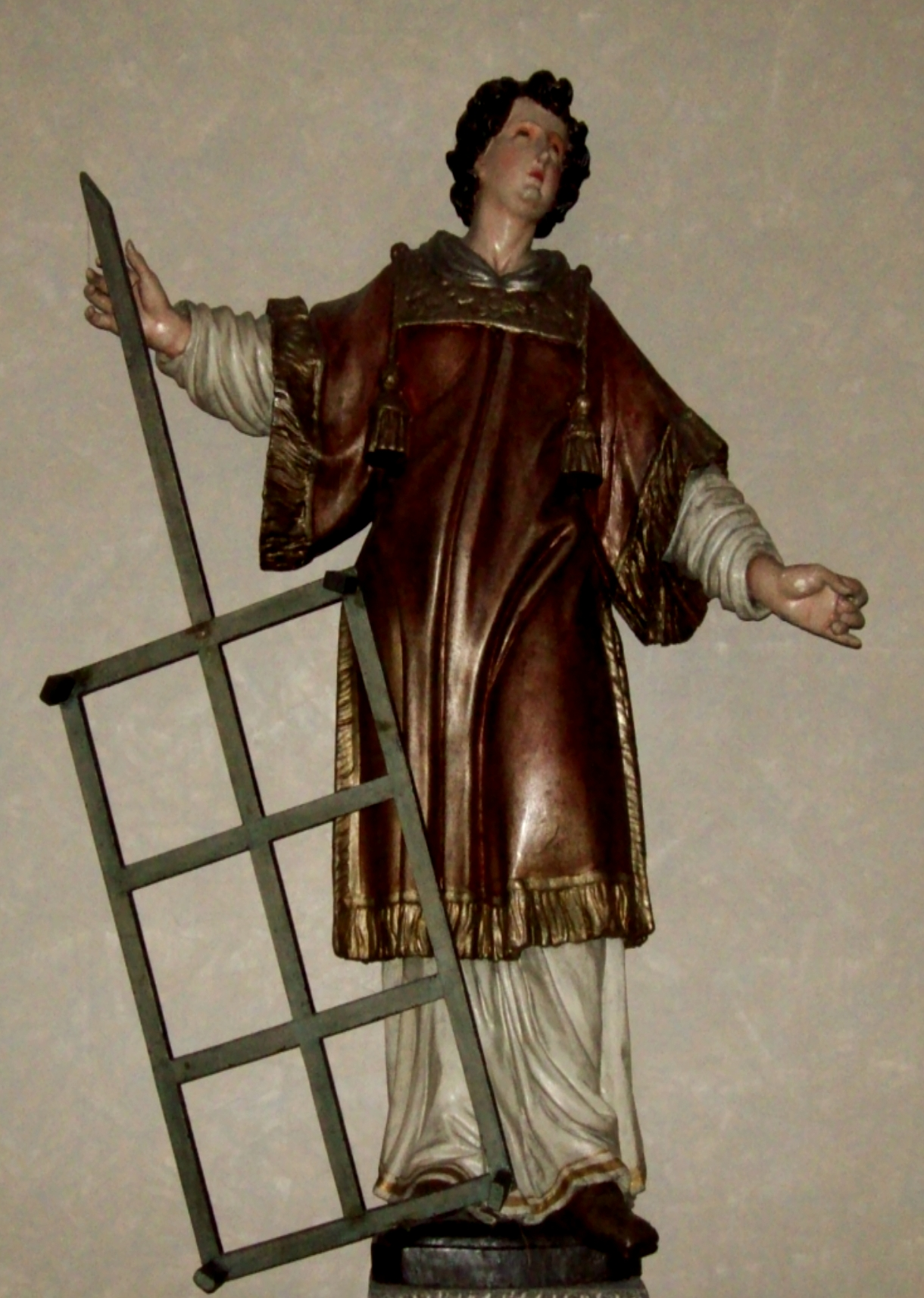
Kirchenpatron um 1740

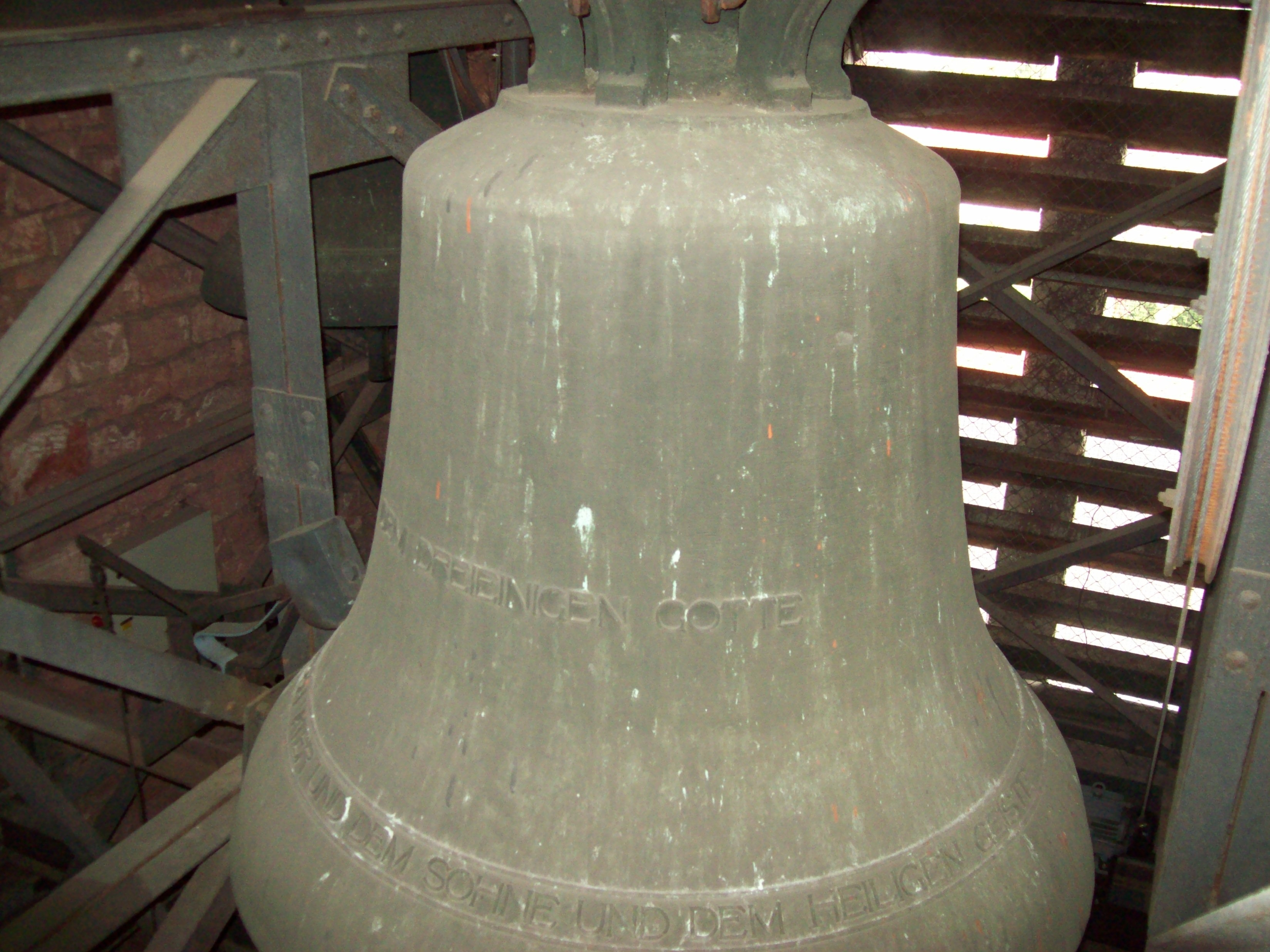
Glocke 1 – DEM DREIEINEN GOTTE -

## Dritte Laurentiuskirche
Nach Beseitigung der Kriegsschäden unter Einbau einer einfachen Holzdecke und der Verschönerung des Innenraums (Volksaltar, farbige Fenster im Chor und an der Südseite) kam die Totalrenovierung 1976/1977 fast einem Neubau gleich. Die Baumaßnahme unter der Leitung des Architekten Adolf Erk verlief in vier Abschnitten:
1. Sicherung des Bauwerks und die Sanierung der Bauteile, neuer Dachstuhl, neue Decken
2. Ausbau von Sakristei und Nebenraum, Chorumgang, neue Dacheindeckung in Kupferblech, Anbau einer Pfarrbücherei
3. Renovierung der Kirche, Entfernung der Kanzel, der Kommunionbank und des Chorgitters, Abbruch der Seitenaltäre, Entfernung der Engel, Sanierung und Isolierung des Mauerwerks, neue Elektroinstallation, Einbau einer kombinierten Fußboden- und Warmluftheizung, neuer Bodenbelag
4. Neugestaltung des Altarraums (folgend den Beschlüssen des Zweiten Vatikanischen Konzils)

Der Hochaltar, renoviert mit einem neuen Tabernakel aus der Würzburger Goldschmiede Sebald & Engert, dient nunmehr als Tabernakelaltar. Der neue Altar, der Ambo, die Sedilien sowie der Taufstein aus Muschelkalk sind Werke des Aschaffenburger Künstlers Hermann Kröckel. Die 12 Bronzeleuchter im Altarraum ersetzen die schmiedeeisernen Apostelleuchter, die im Kirchenschiff verteilt waren. Die 14 Kreuzwegstationen wurden an der Nordwand zusammengefasst. Die Figuren der Seitenaltäre (Maria und Josef) wurden auf niedrigen Steinsockeln in den Nischen aufgestellt. Der Kirchenpatron St. Laurentius erhielt einen Platz in einer Seitennische. Die Turmkapelle wurde als Seitenkapelle umgestaltet, die Pietà und die Gedenktafeln wurden im hinteren Teil der Kirche neu aufgestellt. Als Abschluss wurden die Buntglasfenster der Nordseite mit Szenen aus dem Leben des Hl. Laurentius von den Aschaffenburger Künstlern Helmuth Albert und Willibald Blum neu geschaffen. Weihbischof Alfons Kempf nahm am 19. November 1977 die feierliche Altarweihe vor. 1997 brachte man die Engel wieder an den Altar zurück und der alte Taufstein wurde als Weihwasserbecken am Kircheneingang aufgestellt.

## Glocken
Im 45 m hohen Turm läuten fünf Glocken, die in der Glocken- und Kunstgießerei Rincker in Sinn (Hessen) gegossen und zu Ostern (17. April) 1949 durch HH. Domkapitular Dr. Vinzenz Fuchs aus Würzburg geweiht wurden;
- Glocke 1 dem Dreieinen Gotte „Ehre sei dem Vater und dem Sohne und dem Heiligen Geiste“ (cis),
- Glocke 2 der Heiligen Familie „Im letzten Streite, Steht uns zur Seite Jesus, Maria, Josef“ (e),
- Glocke 3 den Engeln Gottes „Dem, der auf dem Throne sitzt und dem Lamme sei Lob und Ehre, Ruhm und Macht von Ewigkeit zu Ewigkeit“ (fis),
- Glocke 4 der Heiligen Elisabeth „Die in Tränen säen, werden in Freuden ernten“ (gis),
- Glocke 5 dem Heiligen Laurentius „Wir aber predigen Christus den Gekreuzigten“ (h).

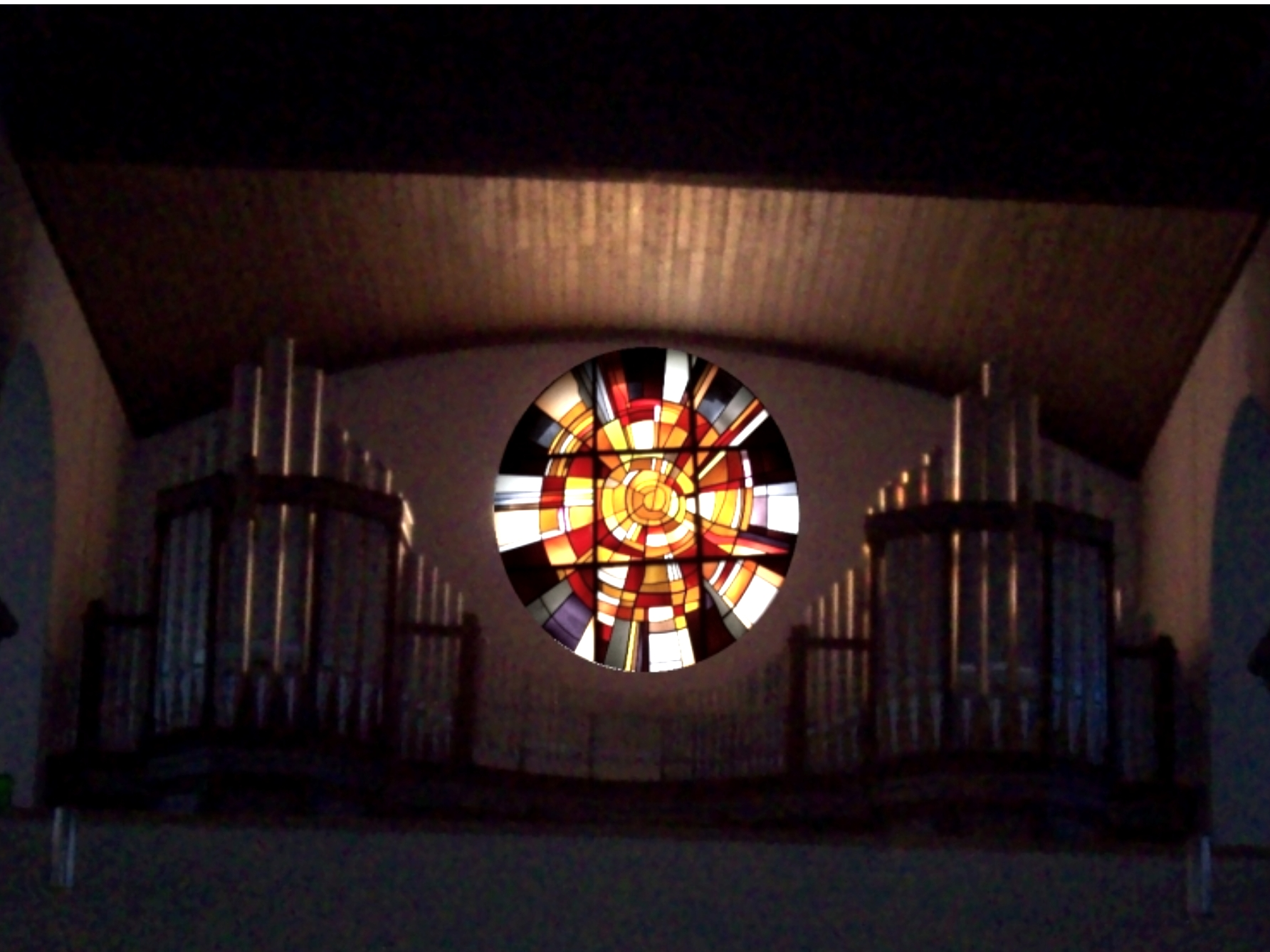
Orgelempore

## Orgel
Auf der Empore steht eine Orgel aus der Werkstatt Wilhelm Bader junior (Hardheim) aus dem Jahr 1924 mit ursprünglich 18 Stimmen und einer Abschwächung. Vor 1943 wurde sie um Zungenregister erweitert und 1953 durch Leopold King (ehemaliger Mitarbeiter der Flügel- und Pianofortefabrik Philipps – Bülow – Arnold, Aschaffenburg) nochmals um vier Register erweitert. Sie wurde im Jahre 2005 durch Vleugels Orgelmanufaktur (Hardheim) restauriert, die erneute Orgelweihe erfolgte am 30. Juli 2005 durch Weihbischof Helmut Bauer aus Würzburg. Die Orgel hat folgende Disposition:
| I Manual C–f3 |               |       |            |
| 1.            | Bourdon       | 16′   |            |
| 2.            | Principal     | 8′    |            |
| 3.            | Gamba         | 8′    |            |
| 4.            | Flöte         | 8′    |            |
| 5.            | Dolce         | 8′    |            |
| 6.            | Octave        | 4′    |            |
| 7.            | Traversflöte  | 4′    |            |
| 8.            | Oktav         | 4′    | [ Anm. 1 ] |
| 9.            | Mixtur III–IV | 2 ⁄3′ |            |
| 10.           | Trompete      | 8’    | [ Anm. 2 ] |

| II Manual C–f3 |                 |       |            |
| 11.            | Geigenprincipal | 8′    |            |
| 12.            | Libl.Gedackt    | 8′    |            |
| 13.            | Salicional      | 8′    |            |
| 14.            | Aeoline         | 8′    |            |
| 15.            | Vox coelestis   | 8′    |            |
| 16.            | Fugura          | 4′    |            |
| 17.            | Waldhorn        | 2′    | [ Anm. 1 ] |
| 18.            | Scharff III     | 1 ⁄3′ | [ Anm. 1 ] |
| 19.            | Oboe            | 8′    | [ Anm. 3 ] |

| Pedal C–d1 |           |     |            |
| 20.        | Violonbaß | 16′ |            |
| 21.        | Subbaß    | 16′ |            |
| 22.        | Zartbaß   | 16′ | [ Anm. 4 ] |
| 23.        | Oktavbaß  | 8′  |            |
| 24.        | Choralbaß | 4′  | [ Anm. 5 ] |
| 25.        | Posaune   | 16′ | [ Anm. 2 ] |

Bestandteile sind Kegelladen, pneumatische Trakturen, ein freistehender Spieltisch mit Blick zum Altar, drei Normalkoppeln, Superkoppel I + Superkoppel II/I mit Schwelltritt. Das Schwellgehäuse wurde 1953 entfernt und 2005 wieder eingerichtet. Das Prospekt hat einen niedrigen Mittelteil und zwei gedrungene Seitentürme, die Prospektpfeifen sind nicht klingend und bestehen aus Zink.
Anmerkungen
1. 1 2 3  Leopold King (1953)
2. 1 2  Bader (nach 1924/vor 1943)
3. ↑  Leopold King (1953), rekonstruiert mit Lagerpfeifen
4. ↑  Abschwächung
5. ↑  Leopold King (1953), ursprünglich Cello 8′ (1953 gekürzt)

## Pfarrer
- 1921–1936: Friedrich Bruno Krane (* 26. September 1880 in Volkmarsen, Bezirk Kassel; am 25. Juli 1907 in Fulda zum Priester geweiht; † 14. Mai 1944 in Wiesbaden)
- 1936–1957: Philipp Giebfried (* 18. April 1892 in Stadelschwarzach; am 17. August 1917 zum Priester geweiht; † 23. Mai 1957 in Aschaffenburg)
- 1957–1964: Hans Link (* 19. Juni 1906 in Hobbach; am 16. März 1930 zum Priester geweiht; † 5. August 1990 in Kleinwallstadt)
- 1964–1986: Heinrich Scherger (* 23. April 1915 in Kleinwallstadt; am 17. Februar 1940 zum Priester geweiht; † 5. Juni 2009 in Erlenbach am Main)
- 1987–1996: Werner Drenkard (am 22. Juli 1951 zum Priester geweiht; † 11. September 1996)
- 1997–2009: Wolfgang Senzel (* 1956 in Wiesen; am 23. Februar 1985 zum Priester geweiht)
- seit 2009: Wolfgang Kempf (* 1962 in Aschaffenburg; am 20. Februar 1988 in Münsterschwarzach zum Priester geweiht)

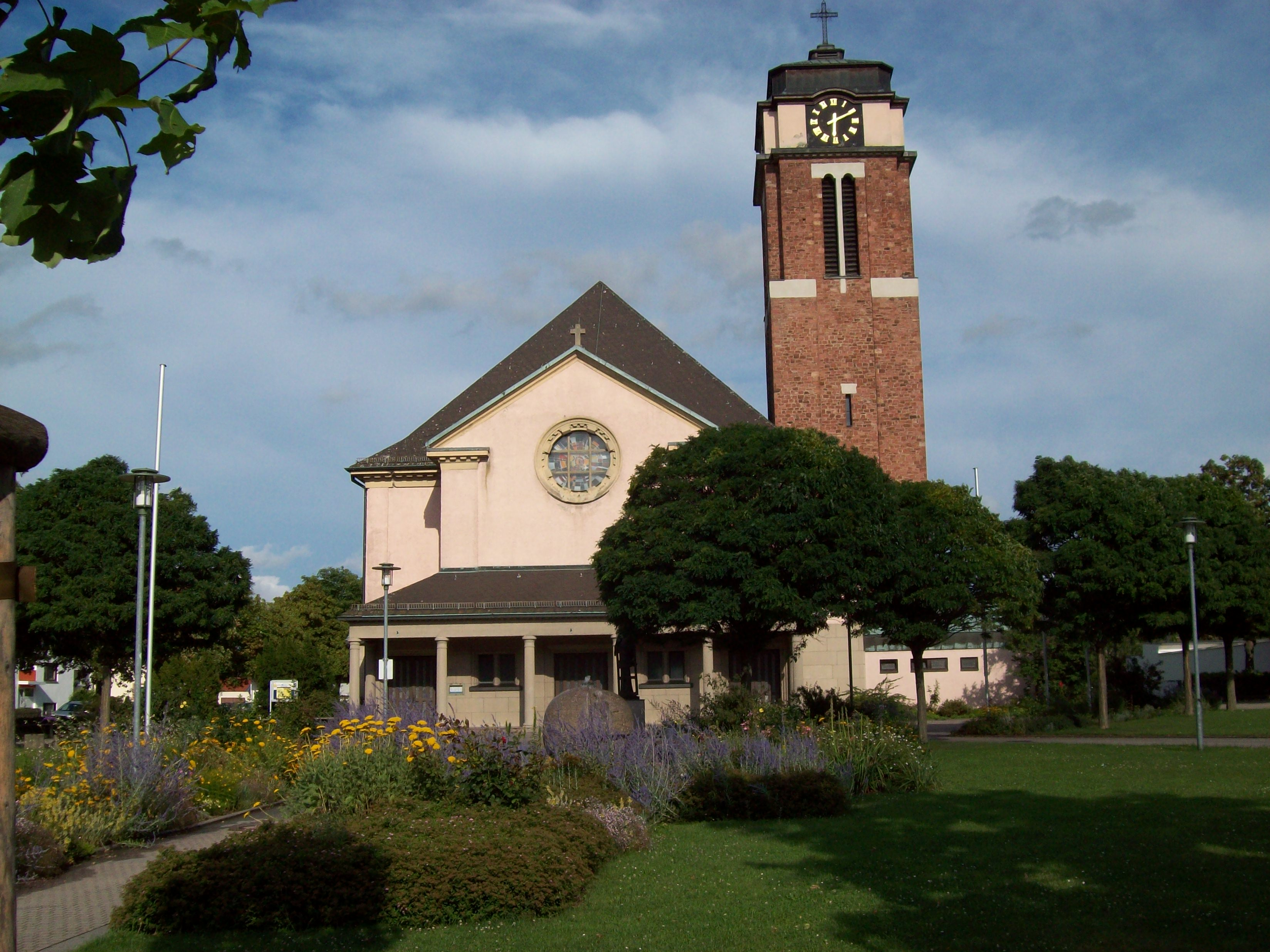
Friedrich-Krane-Platz

## Neugestaltung des Kirchplatzes
Im Jahre 1993 begann die Neugestaltung des Kirchplatzes vor der Laurentiuskirche und der Erthalschule. Man beseitigte die Steinversiegelung, versetzte den Brunnen (im Volksmund Leiderer Schwellkopp genannt, geschaffen 1978 von Erwin Rager) von der Lukaskirche hierher; Georg Hüter schuf eine moderne Laurentiusfigur aus Bronze. Zum Abschluss wurde eine Nachbildung der Gedenkplatte für den ersten Pfarrer von St. Laurentius aufgestellt. Am 19. April 1994 konnte Oberbürgermeister Willi Reiland der Bevölkerung von Leider den neuen Friedrich-Krane-Platz übergeben.